# La penna rossa
La penna rossa (The 13th Letter) è un film del 1951 diretto da Otto Preminger.
Il film appartiene al genere del noir, ed è il remake di Il corvo (1943) diretto da Henri-Georges Clouzot.
La recensione fatta da Channel 4 del film elogiava la fotografia e la colonna sonora: "Il film è enfatizzato dall'atmosfera: il direttore della fotografia Joseph LaShelle ha accentuato il nero e le ombre, e c'è anche una tonalità nera e cupa nella musica di Alex North. Il film è dominato dalla morte e dalla malinconia, e da Françoise Rosay come principale responsabile dei problemi."

## Trama
Il dottor Paul Laurent, medico in un ospedale canadese nella provincia del Quebec, riceve una serie di lettere anonime scritte con inchiostro color porpora e firmate "La Penna Rossa". Più tardi, altre lettere tutte sottoscritte con il misterioso pseudonimo sono inviate ad altri abitanti della piccola cittadina. La moglie del dottor Pearson riceve una lettera che accusa il marito di avere una relazione con Cora, la moglie del collega Laurent. Cora sembra davvero innamorata di Pearson e sua sorella Marie, un tempo promessa sposa di Laurent, è piena d'odio contro tutti per la vita su cui ha dovuto ripiegare. Una sola persona sembra credere al dottore: Denise, una ragazza bellissima ma claudicante, che lo ama da sempre. Un'altra lettera informa un reduce di guerra, che sta morendo di cancro, che non c'è nessuna possibilità di cura, causando il suicidio del giovane scioccato. Velocemente i cittadini incominciano a cercare il possibile colpevole.